# عبری نوین
عبری نوین (به عبری: עִבְרִית חֲדָשָׁה و آوانگاری: 'Ivrit ḥadasha)، که هم چنین با نام عبری اسرائیلی یا به‌طور خلاصه عبری نیز شناخته می‌شود، زبان معیار عبری است که امروزه به آن صحبت می‌شود. این تنها زبان کنعانی باقی مانده و همچنین یکی از قدیمی‌ترین زبان‌هایی است که هنوز به عنوان زبان مادری صحبت می‌شود؛ زیرا زبان عبری از هزاره دوم پیش از میلاد وجود داشته است.
الفبای عبری، از یک خط ابجد که از سمت راست به چپ نوشته می‌شود، استفاده می‌کند. استاندارد الفبای فعلی به عنوان بخشی از احیای زبان عبری، در اواخر قرن نوزدهم و اوایل قرن بیستم تدوین شد و اکنون به عنوان تنها زبان رسمی و ملی اسرائیل که بیشتر توسط حدود ۹ میلیون نفر صحبت می‌شود، عمل می‌کند. بنابراین، عبری نوین تقریباً به‌طور جهانی به عنوان موفق‌ترین نمونه احیای زبان در تاریخ شناخته می‌شود.
عبری، زبانی سامی شمال غربی در خانواده زبان‌های آفروآسیایی، از دوران باستان به عنوان زبان بومی یهودیان تا حدود قرن سوم پیش از میلاد صحبت می‌شد. تا این که با گویش غربی زبان آرامی، زبان‌های محلی یا غالب مناطقی که یهودیان به آنها مهاجرت کرده بودند و هم چنین بعدها با زبان‌های یهودی-عربی، یهودی-اسپانیایی، ییدیش و سایر زبان‌های یهودی جایگزین شد.
اگرچه زبان عبری همچنان برای نیایش‌های مذهبی، شعر و ادبیات و مکاتبات کتبی یهودیان مورد استفاده قرار می‌گرفت، اما به عنوان یک زبان گفتاری منقرض شد.
در اواخر قرن نوزدهم، الیزر بن یهودا، زبان‌شناس یهودی-روسی، یک جنبش مردمی را برای احیای زبان عبری به عنوان یک زبان روزمره آغاز کرده بود که انگیزه آن تمایل او به حفظ ادبیات عبری و یک ملیت یهودی متمایز در چارچوب صهیونیسم بود. کمی پس از آن، تعداد زیادی از گویشوران ییدیش و یهودی-اسپانیایی در هولوکاست به قتل رسیدند یا به اسرائیل گریختند و بسیاری از گویشوران یهودی-عربی در جریان مهاجرت یهودیان از جهان اسلام، به اسرائیل مهاجرت کردند، جایی که بسیاری از آنها با عبری مدرن سازگار شدند.

## الفبا
عبری نوین از راست به چپ و با استفاده از الفبای عبری نوشته می‌شود که یک خط ابجد با فقط حروف صامت به تعداد ۲۲ حرف است که بر اساس شکل حروف «مربع» معروف به آشوری ساخته شده است و از خط آرامی توسعه پیدا کرده است. هم چنین از خط تحریری پیوسته در دست‌نویسی استفاده می‌شود. در صورت لزوم، مصوت‌ها با علائم تفکیکی در بالا یا پایین حروف، معروف به نیقود یا با استفاده از Matres lectionis که حروف صامتی هستند که به عنوان مصوت استفاده می‌شوند، مشخص می‌شوند. از علائم تفکیکی دیگری مانند نقطه‌های داگش و سین و شین برای نشان دادن تغییرات در تلفظ صامت‌ها استفاده می‌شود (مثلاً bet / vet , shin / sin). حروف «» ،» که هر کدام با یک گرش اصلاح شده‌اند، نشان دهنده صامت‌های [t͡ʃ]، [d͡ʒ]، [ʒ] هستند. صامت [t͡ʃ] همچنین ممکن است به صورت תש‎ و טש‎ نوشته شود. [w] به‌طور متناوب با یک واو (ו‎) نمایش داده می‌شود. واو دوتایی غیر استاندارد (וו‎) و گاهی اوقات با گرش غیر استاندارد (ו׳‎) نوشته می‌شود.
| Name            | Alef     | Bet      | Gimel | Dalet | He  | Vav              | Zayin | Chet      | Tet | Yod              | Kaf      | Lamed | Mem | Nun | Samech | Ayin       | Pe       | Tzadi  | Qof | Resh  | Shin     | Tav |
| Printed letter  | א‎        | ב‎        | ג‎     | ד‎     | ה‎   | ו‎                | ז‎     | ח‎         | ט‎   | י‎                | כ‎ ך‎      | ל‎     | מ‎ ם‎ | נ‎ ן‎ | ס‎      | ע‎          | פ‎ ף‎      | צ‎ ץ‎    | ק‎   | ר‎     | ש‎        | ת‎   |
| Cursive letter  |          |          |       |       |     |                  |       |           |     |                  |          |       |     |     |        |            |          |        |     |       |          |     |
| Pronunciation   | /ʔ/, /∅/ | /b/, /v/ | /g/   | /d/   | /h/ | /v/ u/, /o/, /w/ | /z/   | /χ~ħ/     | /t/ | /j/, /i/, /e(i̯)/ | /k/, /χ/ | /l/   | /m/ | /n/ | /s/    | /ʔ~ʕ/, /∅/ | /p/, /f/ | /t͡s/   | /k/ | /ʁ~r/ | /ʃ/, /s/ | /t/ |
| Transliteration | ', ∅     | b, v     | g     | d     | h   | v, u, o, w       | z     | kh, ch, h | t   | y, i, e, ei      | k, kh    | l     | m   | n   | s      | ', ∅       | p, f     | ts, tz | k   | r     | sh, s    | t   |

## متن نمونه
| عبری مدرن | نویسه‌گردانی | انگلیسی |
| --- | --- | --- |
| כׇּל בְּנֵי הָאָדָם נוֹלְדוּ בְּנֵי חוֹרִין וְשָׁוִים בְּעֶרְכָּם וּבִזְכֻיוֹתֵיהֶם. כֻּלָם חוֹנְנוּ בִּתְבוּנָה וְּבְמַצְפּוּן, לְפִיכָךְ חוֹבָה עֲלֵיהֶם לִנְהֹג אִישׁ בְּרֵעֵהוּ בְּרוּחַ שֶׁל אַחֲוָה. | Kol bne ha'adam noldu bne chorin veshavim be'erkam uvizchuyotehem. Kulam chonenu bitvunah uvematzpun, lefichach chovah 'alehem linhog 'ish bere'ehu beruach shel achavah. | همه انسان‌ها آزاد و با کرامت و حقوق برابر به دنیا می‌آیند. به آنها عقل و وجدان عطا شده است و باید نسبت به یکدیگر با روحیه برادری رفتار کنند. |

## کتابشناسی
- - Matras, Yaron; Schiff, Leora (2005). "Spoken Israeli Hebrew revisited: Structures and variation" (PDF). Studia Semitica. 16: 145–193.
- Ornan, Uzzi (2003). "The Final Word: Mechanism for Hebrew Word Generation". Hebrew Studies. Haifa University. 45: 285–287. JSTOR 27913706.